# Oceanovih dvanaest
Oceanovih dvanaest (eng. Ocean's Twelve) je kriminalistička komedija Stevena Soderbergha iz 2004., nastavak filma Oceanovih jedanaest.

## Produkcija
Nastavak je bio temeljen na scenariju Georgea Nolfija nazvanog Honor Among Thieves koji je originalno trebao režirati John Woo. Snimanje Oceanovih dvanaest odvijalo se na mnogim lokacijama širom svijeta. U Americi se snimalo u gradovima kao što su Beverly Hills u Kaliforniji, Lake Forest, Lincolnwood i Winnteka u Illinoisu, i Los Angeles u Kaliforniji. U Europi, ekipa je snimala u Amsterdamu, Haarlemu, Haagu, Parizu, Monte Carlu, jezeru Como, Rimu i Castellamare del Golfu.

## Radnja
Na početku Oceanovih dvanaest, jedanaest članova Oceanovih jedanaest žive odvojeno od plijena iz prethodne avanture. Terry Benedict (Garcia), vlasnik triju kasina, suprotstavlja se svakom od članova tražeći povrat svog novca, s kamatama. Benedict daje ekipi dva tjedna da vrate novac, tj. 160 milijuna dolara plus 38 milijuna, ukupno 198. Oceanovih jedanaest nemaju dovoljno i kratki su za 97 milijuna koje moraju naći u 14 dana ili su "mrtvi".
Ocean i ekipa odlučuju obaviti još jednu pljačku kako bi platili dug. Kako je preopasno raditi to u Sjedinjenim Državama, izabiru europsku metu: najstariju svjetsku obveznicu koju je izdala Nizozemska Istočnoindijska kompanija 1602., a čuva se u Amsterdamu. Ekipa uspijeva probiti zaštitu oko obveznice fizički podižući zgradu. No, nadmudruje ih rivalski lopov, "Noćni lisac" (Cassel). Otima dokument i ostavlja im poruke.
Noćni lisac je zloglasni europski lopov kojeg je obučio legendarni umirovljeni provalnik Gaspar LeMarc (Finney), a on sam vjeruje da je najbolji lopov na svijetu. Otkriva se da je on Benedictu otkrio identitete jedanaestorice. Lisac se razbjesni činjenicom da njegov mentor, LeMarc, nije ispravio biznismena koji je ustvrdio da je Ocean najbolji lopov na svijetu nakon što je čuo priču o pljački u Las Vegasu. Lisac prekrši "pravilo broj jedan" (otkrivanje identiteta drugog lopova) kako bi namamio ekipu u Europu gdje će se natjecati za isti predmet, što će odrediti tko je uistinu najbolji. I Oceanovih jedanaest i Noćni lisac pokušavaju ukrasti Carsko jaje u manje od tjedan dana; tko ga se prvi domogne, bit će proglašen boljim lopovom. Ako Oceanova ekipa pobijedi, Lisac će Benedictu isplatiti dug Oceanova tima.
U međuvremenu, agentica Europola, Isabel Lahiri (Zeta-Jones), koja je bila u vezi s Rustyjem, dobiva obavijest da bi se mogla dogoditi pljačka u Amsterdamu. Uspijeva krivotvoriti potpis svog nadređenog na formularu u kojem se zahtijevaju sredstva kako bi se ušlo u trag jedanaestorici. Ubrzo cijela ekipa biva uhićena, ali ih puštaju nakon što Linusova majka, glumeći američku dužnosnicu, sređuje njihovo izručenje.
Danny se kasnije sastaje s Noćnim liscem na jezeru Como u Italiji (koje se igrom slučaja nalazi pokraj grada Bellagio). U Liščevom domu, domaćin se počne naslađivati objašnjavajući kako je uspio ukrasti jaje. Ocean tada otkriva istinu: natjecanje je završilo i prije nego što je počelo, a jaje koje je Lisac ukrao je lažno. Ocean i Rusty Ryan (Pitt) prije su posjetili LeMarca i saznali lokaciju pravog jajeta. Ekipa je ipak pokušala izvršiti pljačku u muzeju kako bi se izbjegla Liščeva sumnja. Lisac se pokunji, a Ocean uzima novac koji je Noćni lisac dao LeMarcu kako bi ga čuvao u povjerenju dok natjecanje ne završi.
Tek na kraju filma gledatelji shvaćaju da je LeMarc bio mozak cijele operacije. Učinivši namjerno Noćnog lisca inferiornim Oceanovim jedanaest, izmanipulirao je učenika da se upusti u natjecanje s Oceanovom ekipom. To je "rješenje svih naših problema", aludira on na sastanku s Oceanom i Rustyjem. Oceanovi ljudi samo su pijuni u LeMarcovoj igri. Njihov zadatak je jednostavno uzeti jaje i pustiti da ih potom uhvate. To uvjerava Noćnog lisca da je pobijedio, iako je samo natjecanje lažno. Drugi LeMarcov cilj je da mu se vrati kćer, agentica Lahiri, koja je mislila kako joj je otac umro prije više od deset godina.
Rezultat cijele pustolovine je taj da je Oceanova ekipa izravnala račune s Terryjem Benedictom, izvanredno talentirani Noćni lisac je oštećen (u bogatstvu i reputaciji), a LeMarc je ponovno dobio kćer i Fabergeovo jaje koje je ukrao prije mnogo godina (žena ga je natjerala da ga vrati). Reuben se sastaje s Benedictom kako bi mu isplatio cijeli iznos. Tijekom njihova razgovora kamera zumira Noćnog lisca u pozadini prerušenog u jednog od Benedictovih vrtlara što implicira da planira opljačkati Benedicta kako bi se ponovno dokazao.

### Skečevi
Film je nabijen skečevima koji podrijetlo vuku iz prvog filma. Nekoliko ih je jedinstveno za pojedine likove. Na primjer, iako Yen govori samo mandarinski, junaci ga dosta dobro razumiju - pa čak i likovi izvan bande, kao što je Benedict. Osim toga, jedine engleske riječi koje Yen izgovara su psovke. Drugi skeč se odnosi na Pittov lik, Rustyja; u gotovo svakoj ne-akcijskoj sceni prikazuje se kako jede neku hranu, obično brzu. U oba filma, kad god Danny Ocean završi u zatvoru, nosi smoking, što znači da ga nosi i kad je na slobodi. Lik Bernieja Maca, Frank, voli manikuru i pedikuru; ova predvidljivost pomaže u njegovu uhićenju.

### Aluzije
Linus, lik Matta Damona, u sceni s Dannyjem, Rustyjem i organizatorom pljačke Matsuijem (Robbie Coltrane), citira stihove klasične pjesme Led Zeppelina, "Kashmir". Ova trojica izgovaraju naizgled nerazumljive rečenice; Linus, ne znajući što bi odgovorio, počne citirati pjesmu, rekavši, "Dopusti da mi sunce obasja lice. Snove da mi ispune zvijezde. Putnik sam kroz vrijeme i prostor. Da bih bio gdje sam bio." Kasnije mu Danny i Rusty kažu da bi ono što je on rekao kodirano značilo da je Linus nazvao Matsuijevu nećakinju kurvom, i to jeftinom, prikovanom za krevet zbog bolesti koju neće ni spominjati. Međutim, kasnije se otkriva da su se samo šalili na Linusov račun.
U sceni gdje Tess slučajno susreće Brucea Willisa, službenik u muzeju mu kaže, "Znao sam čim nije razgovarala s vama." Willis kasnije kaže Tess, "Ako su svi tako pametni, zašto je zaradio 675 milijuna u svijetu?" To je očita referenca na njegovu ulogu u Šestom čulu.
Pravo Carsko jaje Petera Carla Fabergéa izrađeno je 1897., a čuva se u Ermitažu u St. Peterburgu u Rusiji. 1979. ga je otkupila obitelj Forbes za 2,2 milijuna dolara i izložila u New Yorku - zajedno s drugih osam jaja i 180 raznih predmeta Carla Fabergea - na vrijeme od 25 godina. 4. veljače 2004., ruski naftni tajkun Viktor Vekselberg je otkupio cijelu kolekciju za oko 90 milijuna dolara i vratio je u Rusiju. Jaje iz 1897. procijenjeno je na između 18 i 24 milijuna dolara. Replika iz filma izradila je draguljarica Vivian Alexander, a vrijedi više od četiri tisuće dolara.

## Glumci
Ocean i dvanaestoro
- George Clooney - Daniel "Danny" Ocean
- Brad Pitt - Robert "Rusty" Ryan
- Matt Damon - Linus Caldwell
- Julia Roberts - Tess Ocean i ona sama
- Don Cheadle - Basher Tarr
- Bernie Mac - Frank Catton
- Casey Affleck - Virgil Malloy
- Scott Caan - Turk Malloy
- Shaobo Qin - "Nevjerojatni" Yen
- Carl Reiner - Saul Bloom
- Eddie Jemison - Livingston Dell
- Elliott Gould - Reuben Tishkoff

Ostali
- Vincent Cassel - François "Noćni lisac" Toulour
- Albert Finney - Gaspar LeMarc (nepotpisan)
- Catherine Zeta-Jones - Agentica Europola Isabel Lahiri
- Andy Garcia - Terry Benedict
- Eddie Izzard - Roman Nagel
- Bruce Willis - On sam
- Jeroen Krabbé - Van der Woude
- Cherry Jones - Molly Star/Gđa. Caldwell
- Robbie Coltrane - Matsui
- Topher Grace - On sam
- Maile Flanagan - Winnie Tang
- Candice Azzara - Djevojka Saula Blooma

## Kritike
Unatoč velikim komercijalnim očekivanjima i obećavajućem premijernom vikendu, Oceanovih dvanaest nije prošao tako dobro kao Oceanovih jedanaest - iako je prema standardima filmske industrije film postigao financijski uspjeh. U usporedbi s prethodnikom, Oceanovih dvanaest zaradio je 125 milijuna dolara u SAD-u i 351,331,634 dolara u ostatku svijeta, dok su Oceanovih jedanaest u domaćim kinima zaradili 184, odnosno ukupno 444 milijuna.
Recenzije filma bile su dosta mlake, a film na Metacriticu ima rezultat od 58 posto. Film je kritiziran zbog sporog starta, kompleksne priče i završnog preokreta koji je negirao veći dio prethodnih zbivanja. Mnogi gledatelji i kritičari mislili su da je film slaba isprika za nekoliko glumaca s A-liste (uključujući Clooneyja, Pitta i Damona) da rade zajedno.

## Soundtrack
Originalni soundtrack za Oceanovih dvanaest objavio je Warner Bros. Records 7. prosinca 2004. David Holmes se vratio kako bi skladao glazbu za film i osvojio nagradu BMI. Njegove pjesme "Amsterdam" i "I Love Art... Really!" objavljeni su kao singlovi te se nisu pojavili na komercijalnom soundtracku. Na njemu nema ni glazbe koja je korištena tijekom "plesa između lasera" Noćnog lisca. Prema odjavnoj špici filma, isječak je iz skladbe nazvane "Thé à la Menthe" koju izvodi La Caution. Pjesma "The Real Story" na soundtracku se razlikuje od one koja se pojavljuje u filmu. Glazba koju Benedict svira na klaviru nakon što je došao Basheru nazvana je "Requiem for a Dead". Napisao ju je i izveo Andy Garcia.
Sve pjesme skladao je David Holmes, osim onih koje su drugačije naznačene.
1. "L'Appuntamento" Roberto Carlos; izvodi Ornella Vanoni – 4:35
2. "$165 Million + Interest" (into) "The Round Up" – 5:43
3. "L.S.D. Partie" - Roland Vincent – 2:59
4. "Lifting the Building" – 2:34
5. "10:35 I Turn Off Camera 3" – 2:25
6. "Crepuscolo Sul Mare" - Piero Umiliani – 2:44
7. "What R We Stealing" – 3:21
8. "Faust 72" by Dynastie Crisis – 3:23
9. "Stealing the Stock" (into) "Le Renard de Nuit" – 4:53
10. "7/29/04 The Day Of" – 3:11
11. "Lazy [Album Version]" - Yellow Hammer – 4:30
12. "Explosive Corrosive Joseph" - John Schroeder – 2:33
13. "Yen on a Carousel" – 3:13
14. "The Real Story" – 2:55
15. "Ascension to Virginity" - Dave Grusin – 5:05
16. "Untitled" – 1:02

## Vanjske poveznice
- Službena stranica
- Oceanovih dvanaest u internetskoj bazi filmova IMDb-a
- Oceanovih dvanaest na Rotten Tomatoes
- Scenarij filma (rana verzija)
- Carsko jaje iz 1897. Carla Fabergea  Arhivirana inačica izvorne stranice od 10. listopada 2006. (Wayback Machine)
- Najstarija svjetska obveznica